# Stéphanie Tesson
Pour les articles homonymes, voir Tesson.
Stéphanie Tesson est une actrice, metteuse en scène et dramaturge française née le 9 juillet 1969. Elle est également chroniqueuse théâtrale et codirectrice du théâtre de Poche-Montparnasse à Paris.

## Biographie
Stéphanie Tesson est la fille du journaliste Philippe Tesson (1928-2023), ancien PDG du Groupe Quotidien, et de Marie-Claude Tesson-Millet, ancienne directrice du Quotidien du médecin. Elle est également la sœur de l'écrivain voyageur Sylvain Tesson et de la journaliste d'art Daphné Tesson. Elle est ancienne élève de l'École nationale supérieure des arts et techniques du théâtre, appelée communément École de la rue Blanche, qu'elle a intégrée après l'obtention de sa maîtrise de lettres modernes option théâtre.
En 2007, elle met en scène Fantasio d'Alfred de Musset, au théâtre du Ranelagh, avec Nicolas Vaude dans le rôle de Fantasio. L'année suivante, elle publie dans un numéro de L'Avant-scène théâtre la comédie farcesque À nous d'œufs qu'elle monte elle-même au théâtre du Jardin d'acclimatation. Elle est également régulièrement chroniqueuse au sein de cette revue d'actualité théâtrale.
Depuis sa réouverture en décembre 2013 à la suite des travaux entrepris par Philippe Tesson, elle codirige le théâtre de Poche Montparnasse dans le 6e arrondissement de Paris d'abord avec la metteuse en scène Charlotte Rondelez, puis avec son père. Elle y réalise ses propres mises en scène, telles que celle de la pièce Le Mal court de Jacques Audiberti en 2013, celle de l'Amphitryon de Molière en 2017, celle de Les Chaises de Ionesco en 2022 et celle de La Tempête de Shakespeare en 2024.
Par ailleurs, elle crée chaque année en juin depuis 2003 un spectacle-promenade dans le Potager du Roi à Versailles dans le cadre du Mois Molière.
Elle écrit également pour la jeunesse, à l'instar de sa « polyphonie champêtre » Monologues en plein champ suivie de Cœur de laitue publiée en 2015 dans la Collection des quatre vents, ou La Loi du nez rouge assortie d'un guide pratique en 2018.

## Théâtre

### Dramaturge
- Le Monde du dessous du lit
- Cabaretto
- La Cabine d'essayage
- Cœur de laitue
- Petit Songe d'une nuit d'été
- Tout à vous, George Sand de Valérie Zarrouk et Stéphanie Tesson
- À nous d’œufs
- Hélas, petite épopée apocalyptique
- Revue d'un monde en vrac
- Petite fable démocratique à l'usage de la jeune génération
- La Loi du nez rouge

### Comédienne
- 2001 : Histoire d'un merle blanc d'Alfred de Musset, mise en scène Anne Bourgeois, Théâtre du Nord-Ouest, Théâtre du Marais,
- 2007 : Histoire d'un merle blanc d'Alfred de Musset, mise en scène Anne Bourgeois, Théâtre Le Ranelagh
- 2007, 2008, 2009 : Tout à vous, George Sand de Valérie Zarrouk et Stéphanie Tesson, mise en scène des auteurs, Théâtre Le Ranelagh
- 2010 : Histoire d'un merle blanc d'Alfred de Musset, mise en scène Anne Bourgeois, Théâtre Le Ranelagh
- 2010 : Hélas, petite épopée apocalyptique écrite et interprétée par Stéphanie Tesson, mise en scène Anne Bourgeois, Théâtre Artistic Athévains

### Metteuse en scène
- 1997 : Cœur de laitue de Stéphanie Tesson, Petits Mathurins
- 2001 : La Confusion des sentiments de Stefan Zweig, Théâtre du Renard
- 2001 : Au bal d'Obaldia d'après René de Obaldia, Festival d'Avignon off
- 2002 : La Paix d'Aristophane, Théâtre 13
- 2004 : Snegourotchka, la fille du froid, spectacle musical et théâtral d’après un conte traditionnel russe, Sudden Théâtre
- 2005 : La Savetière prodigieuse de Federico García Lorca, Théâtre Artistic Athévains
- 2005 : Fantasio d'Alfred de Musset, Festival de Figeac
- 2007 : Tout à vous, George Sand de Valérie Zarrouk et Stéphanie Tesson, Théâtre Le Ranelagh
- 2007 : Fantasio d'Alfred de Musset, Théâtre Le Ranelagh
- 2008 : À nous d’œufs de Stéphanie Tesson, Théâtre Jardin d'acclimatation (Paris)
- 2011 : Revue d'un monde en vrac de Stéphanie Tesson, Théâtre 13
- 2013 : Le mal court de Jacques Audiberti, Théâtre de Poche-Montparnasse
- 2017 : Amphitryon, de Molière, Théâtre de Poche-Montparnasse
- 2022 : Les Chaises d'Eugène Ionesco, théâtre de Poche Montparnasse
- 2024 : La Tempête de William Shakespeare, théâtre de Poche Montparnasse